# NGC 4726
NGC 4726 ist eine Linsenförmige Galaxie vom Hubble-Typ S0 im Sternbild Rabe am Südsternhimmel. Sie ist schätzungsweise 335 Millionen Lichtjahre von der Milchstraße entfernt und hat einen Durchmesser von etwa 120.000 Lichtjahren. 

Im selben Himmelsareal befinden sich u. a. die Galaxien NGC 4724, NGC 4727, IC 3819, IC 3822.
Die Typ-Ia-Supernova SN 2012bo wurde hier beobachtet.
Das Objekt wurde im Jahr 1882 von Ernst Wilhelm Leberecht Tempel entdeckt, der dabei schrieb: „Near the fine double nebula [GC] 3250-51 [NGC 4724-27], 4 arcmin further north, is a fainter companion“.